# Mahira Khan
Mahira Khan (21 décembre 1984, Karachi,) est une actrice pakistanaise.
Après avoir été Vidéo-jockey pour MTV, elle commence sa carrière d'actrice en 2011 en occupant un second rôle dans le film Bol réalisé par Shoaib Mansoor (en). Elle est depuis devenue une actrice de premier plan au Pakistan.
En 2020, la BBC la nomme dans sa liste 100 Women.